# NGC 5385
NGC 5385 је група звезда у сазвежђу Мали медвед која се налази на NGC листи објеката дубоког неба.
Деклинација објекта је + 76° 9' 48" а ректасцензија 13h 52m 31,8s. Привидна величина (магнитуда) објекта NGC 5385 износи 13,1.